# Гавронский, Александр Александрович
Александр Александрович Гавронский (1903—1971?) — советский инженер, инициатор использования геотермальной энергии на Камчатке.

## Биография
25 сентября 1948 года работавший в тот момент главным инженером-электриком проектно-сметной конторы Главсахалинрыбпрома в Южно-Сахалинске А. А. Гавронский подготовил документ, озаглавленный «Использование подземных энергоносителей». В своей работе он предложил построить на Курильских островах и Камчатке «вулканические государственные электрические станции». Эти предложения в конце 1940-х были отправлены в Москву, лично Сталину.
13 октября 1948 года А. А. Гавронским было представлено в Управление по изобретениям и открытиям заявление о выдаче авторского свидетельства на предполагаемое изобретение «Использование подземных теплоносителей».
В Москве обратили внимание на предложение, по нему началось научное обсуждение, в котором высказывались доводы как за, так и против его осуществления.
Так, в своём отзыве на упомянутые предложения председатель Совета по изучению производительных сил Академии наук академик Л. Д. Шевяков писал (14 мая 1949 г.): «По моему мнению, все имеющиеся в материале Гавронского технические и экономические расчёты не имеют должных обоснований».
Но решающим оказался отзыв академика М. Кирпичёва из Энергетического института АН СССР:
«Наша страна не настолько богата энергоресурсами, чтобы пренебрегать залежами местной энергии, таящимися в горных районах, в виде подземного натурального пара» (19 января 1949 года.).
В середине января 1950 г. заместитель министра рыбной промышленности Сухорученко обратился в Гостехнику с просьбой провести работы по составлению карты источников горячей воды. Через 4,5 года, 21 июля 1954 г., академик Кирпичёв доложил в президиум Академии наук, что «экспедиция Лаборатории вулканологии АН СССР направилась на Камчатку для геологического обследования», а 20 февраля 1955 года президент АН академик Несмеянов сообщил письмом зампредседателю Совмина Первухину, что в СССР проведены «первые работы по выяснению возможности использования в энергоцелях подземных ресурсов горячих вод и пара».
21 июня 1956 года в Распоряжении Совета Министров СССР было указано: «Министерству нефтяной промышленности произвести в 1957 году на участке паужетских горячих источников на Южной Камчатке бурение двух опытно-разведочных скважин… Академии наук выдать в 1957 году Министерству электростанций исходные данные на проектирование электростанции, полученные в результате бурения».

Гавронский в меру сил поддерживал замысел строительства на Камчатке геотермальной электростанции, в частности, выступая со статьями на эту тему в местных и центральных изданиях. Так, в интервью газете «Вечерняя Москва» он говорил: 
Технически вполне возможно получать в вулканических районах пар для использования в турбинах электростанций... Сейчас подтверждена целесообразность постройки электростанций на базе паужетских источников на Камчатке
.
Таким образом предложения А. А. Гавронского внесли весомый вклад в подготовку решения СМ СССР о строительстве первой советской геотермальной электростанции.

## Сочинения
- Энергетическое использование воды, пара и газов горячих источников. Бюл. МОИП, отд.геол., т.28, вып.4, 1953.
- Энергоэкономические показатели геотермальных скважин Камчатки и других районов Союза. В сб.:"Проблемы Севера", вып.9, М., изд-во «Наука», 1965.
- Энергоэкономическая эффективность пароводяных скважин Паужетского месторождения. В сб.:"Геотерм.исслед.и использ.тепла Земли", М., изд-во «Наука», 1966.